# Beatrix von Falkenburg

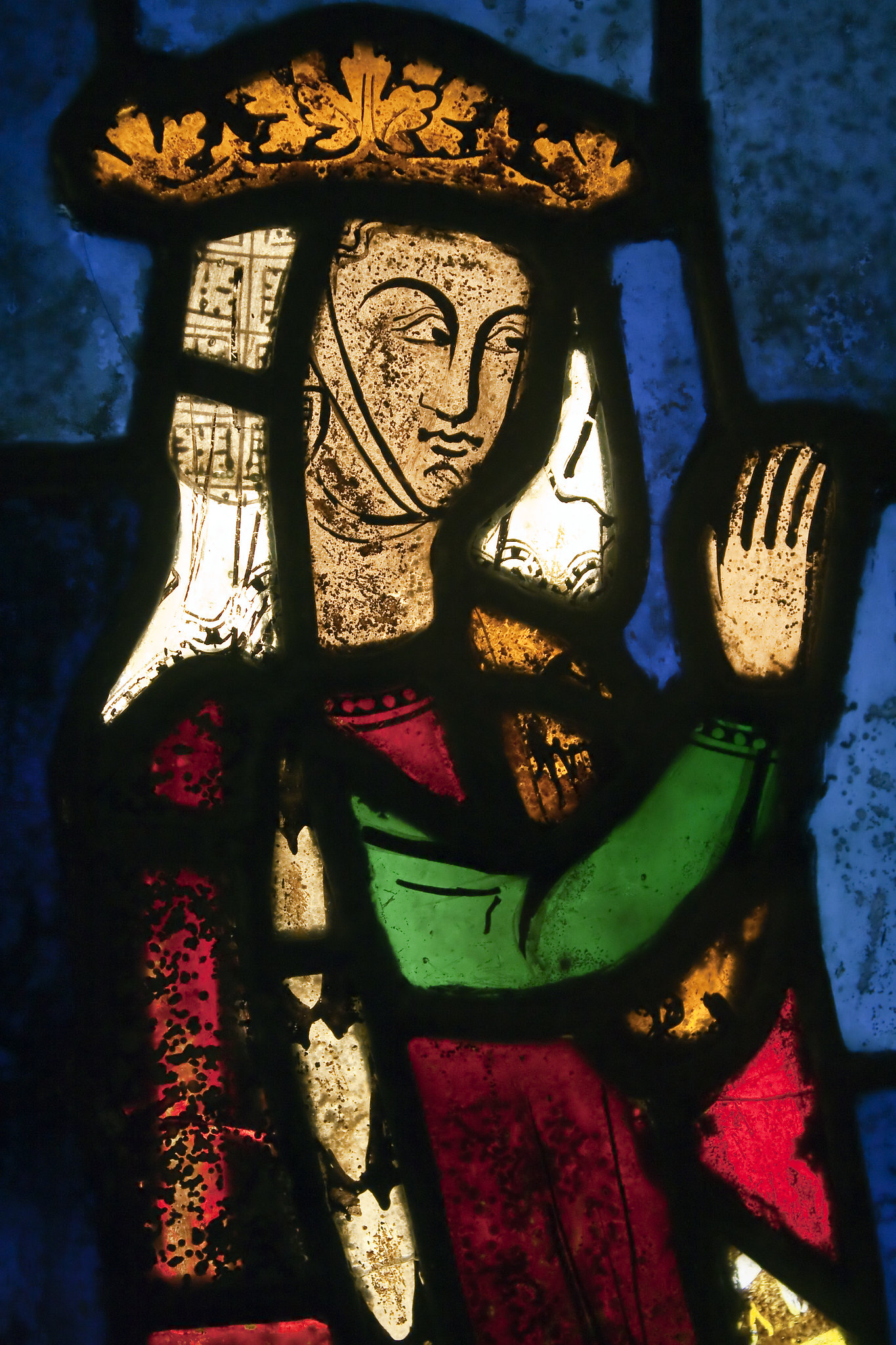
Beatrix von Falkenburg

Beatrix von Falkenburg (* 1253; † 17. Oktober 1277) war die dritte Gemahlin des römisch-deutschen Königs Richard von Cornwall.
Beatrix war die Tochter Dietrichs II. von Heinsberg und Falkenburg (niederl. Valkenburg) und damit Nichte des Erzbischofs von Köln Engelbert II. von Falkenburg, der im Interregnum die Ansprüche Richards von Cornwall unterstützte. Am 16. Juni 1269 wurde Beatrix in Kaiserslautern mit Richard von Cornwall, dessen erste beide Ehefrauen gestorben waren, vermählt. Beatrix war erst 16 Jahre alt; ihr Gemahl um 44 Jahre älter. Die Ehe dauerte nur kurz, da ihr Gemahl drei Jahre nach der Hochzeit starb. Das Paar hatte keine Kinder. Beatrix starb fünf Jahre nach ihrem Gemahl. Sie war erst 23 Jahre alt und wurde in der Friars Minor Kirche in Oxford beigesetzt.